# Mucius Scævola devant Porsenna (Schöpfer)
Pour les articles homonymes, voir Mucius Scævola devant Porsenna.
Mucius Scævola devant Porsenna est un tableau peint à l'huile en 1533 par l'artiste allemand Abraham Schöpfer (en). Il est conservé au Nationalmuseum de Stockholm.

## Historique
Il fait partie d'une série de tableaux consacrés à l'histoire de Rome, commissionnée par le duc Guillaume IV de Bavière, pour laquelle on note également la participation d'Albrecht Altdorfer, de Hans Burgkmair et d'autres peintres.

## Sujet
Le thème de la peinture a été tiré de l'Histoire romaine de Tite-Live. L'histoire raconte l'exploit héroïque de Mucius Scævola, qui, pendant le siège de Rome par l'armée étrusque, se rend au camp ennemi pour tuer le roi Porsenna. Scævola, arrivé au camp étrusque, se faisant passer pour l'un des soldats, se présente devant l'entourage royal. Voyant le roi et son scribe également richement vêtus, il ne peut distinguer lequel est le souverain. Faisant confiance au destin aveugle, il s'approche de l'un d'eux et tue l'écrivain. Bien qu'il ait essayé de fuir, les soldats l'attrapent rapidement et l'amènent devant le roi. Même alors, Scævola s'est comporté avec arrogance envers le roi, lui disant qu'une centaine de Romains plus courageux viendraient à sa place. Le roi en colère, menaçant, lui ordonne de lui révéler quelles embuscades l'attendent. Mucus lui répond :

« « Vois, lui répliqua Mucius, vois combien le corps est peu de chose pour ceux qui n'ont en vue que la gloire. » Et en même temps il pose sa main sur un brasier allumé pour le sacrifice, et la laisse brûler comme s'il eût été insensible à la douleur. »

— Tite-Live, Histoire de Rome (2:12)
Après cet incident, et grâce à l'attitude courageuse de Mucius, Porsenna ordonne la libération de Scævola et fait la paix avec Rome.